# أهل أخارناي
أهل أخارناي مسرحية للكاتب الإغريقي «أريستوفانيس» قدمت عام 425 ق.م في أعياد اللينايا ونالت الجائزة الأولي بالمسابقة السنوية بهذا العيد.

## نبذة
ظل الأثينيون سنوات عديدة يعانون من ويلات الحرب بينهم وبين إسبرطة وترتب علي ذلك تخريب حقولهم وانتشار الأوبئة بينهم ونقص طعامهم، ومع ذلك ظلت روحهم المعنوية مرتفعة ولم يتسرب اليأس إلي قلوبهم. وكان أهل أخارناي الذين تتكون منهم الجوقة «جوقة المسرحية»، والذين يقطنون الجزء الواقع شمال غرب أثينا تحت سفح جبل بارنيس قد عانوا كثيرا بسبب هذه الحرب، لذا أشفق عليهم الكاتب واقترح السلم كحل معقول ووحيد بالنسبة لحالتهم. ورغم أن أريستوفانيس عند كتابته لهذه المسرحية كان يناهز العشرين من عمره إلا أنه بدأ فيها فنانا ناضجا وناقدا جريئا، وإن لم تعرض باسمه لصغر سنه، وعرضت باسم شاعر كوميدي آخر وهو «كاليستراتوس» الذي كان مدربا للجوقة.

## الحبكة
تبدأ المسرحية بالمزارع الأثيني «ديكايوبوليس» والذي يرمز إلي العدل الاجتماعي، وهو يجلس في انتظار عقد الجمعية العامة، متحسرا علي عصور السلام التي ولت وانقضت، وحينئذ يظهر علي المسرح أحد الأرباب الذي أرسلته آلهة السماء كي يعقد صلحا مع إسبرطة، لكنه لم يكن يملك لسوء الحظ المال الكافي لسفره، فيسارع ديكايوبوليس بإعطائه المال اللازم.
غير أن المعاهدة التي ينجح هذا الرب في عقدها من أجل إقرار السلم كانت بين إسبرطة من جانب وديكايوبوليس وحده من جانب آخر. وحينما تدخل الجوقة المكونة من أهل أخارناى وهم غاضبون لإقرار السلم لأنه يضر بمصالحهم بوصفهم تجارا للفحم أثروا زمن الحرب-يفر الرب هاربا تاركا ديكايوبوليسفريسة لهم. وكان الأخير كان بعث برسول إلي إسبرطة للتفاوض منهمكا في مناقشات الجمعية العامة، وحينما يفد الرسول ويعلن قبول إسبرطة للسلام، يحتفل ديكايوبوليس مع ابنته وخدمه بهذه المناسبة، لكن الجوقة الغاضبة تقتحم عليه احتفاله، ويدور بينه وبينهم نقاش حاد حول السلم والحرب، وينتهي الأمر بطلب الجوقة الغاضبة منه الدفاع عن نفسه قبل إعدامه بوصفه خائنا عقد صلحا منفردا مع العدو.
و لكي يحظي بتعاطفهم استعار الزي المسرحي المهلهل الذي كان الكاتب المسرحي الشهير يوربيديس يستخدمه في بعض مسرحياته، لكنه بهذا الزي لم يستدر سوى عطف نصف الجوقة، أما النصف الآخر فقد أقنعه برأيه بعد طول جدال.
و ينضم أفراد الجوقة بعد ذلك لإلقاء خطابهم للجمهور حيث يشرح أريستوفانيس وجهه نظره في السلام، ويلي هذا عدد من المشاهد الجدلية المسلية تدور كلها حول مزايا السلام، بحيث تفصل بينهما أغاني الجوقة، ويظهر فيها البطل وهو يواجه معارضة شديدة بسبب مشروعه من أجل السلام. ثم يفد علي ديكايوبوليس أحد ألهالي بلدة ميجارا -التس كانت أثينا تحاول بالحصار القضاء علي سكانها جوعا- كي يبتاع منه طعاما في مقابل أن يأخد البطل ثمنا له بناته الصغيرات اللائي تنكرن في هيئة خنازير صغيرة حملها الميجاري في حقائب.
ثم يهرع إلي ديكايوبوليس إبضا أحد الوشاة الذي يهدف إلي استغلال الظروف الجديدة لصالحه، وواحد من أهل بويوتيا يحمل ثعابين من الأسماك وأطعمة أخرى في مقابل أن يحصل بدلا منها علي أطعمة أثينية، فيقدم له ديكايوبوليس الواشي، الذي سبق ذكره، داخل غرارة علي أنه أجود الأطعمة الأثينية. ثم مشهد أحد المزارعين وهو يبحث عن علاج لعينيه التي أحمرت من فرط البكاء علي فقد ثيرانه، وغيرهم كثيرون.

و تنتهي المسرحية بنهاية غير متوقعة، إذ يعود القائد لاماخوس، الذي سار مع جيشه في الجليد لمحاربة أهل بويوتيا، من المعركة مثخنا بالجراح بعد أن جلس علي وتد في كرمة عنب دون أن يفطن إلي ذلك في حين ينتهي الأمر بالبطل ديكايوبوليس إلي إقامة وليمة مرحة يرقص فيها ديكايوبوليس ابتهاجا بالسلام مع كاهن الإله ديونيسوس وبصحبته العبيد الحسان.